# Красная Звезда (Клецкий район)

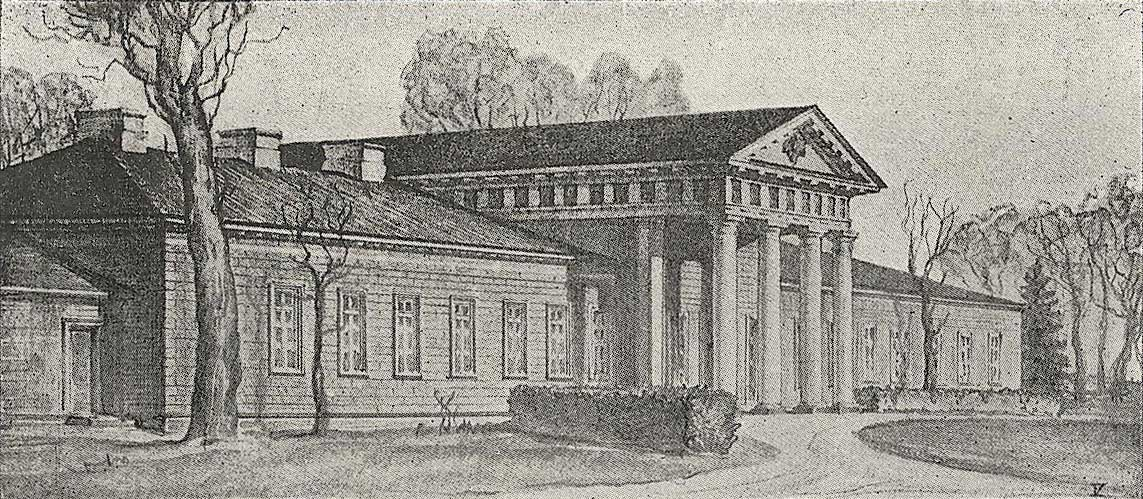
Дворец Радзивиллов. Фото начала XX века

Красная Звезда (бел. Чырвоная Зорка), ранее Радзивиллимонты — деревня в Клецком районе Минской области Белоруссии. В составе Краснозвёздовского сельсовета. Население 460 человек (2009).
До 2008 года являлась административным центром Краснозвёздовского сельсовета.

## География
Красная Звезда находится в 6 км юго-восточнее райцентра, города Клецк и в 16 км к северо-востоку от города Ганцевичи. Село стоит на границе с Брестской областью. По восточной окраине протекает река Цепра, приток реки Лань. Деревня связана местными дорогами с Клецком и окрестными деревнями

## История
В XVI веке поместье, находившееся на месте современной деревни Красная Звезда, принадлежало великому князю Сигизмунду Августу. С 1586 году имение стало магнатской резиденцией рода Радзивиллов и с этого момента известно под именем Радзивиллимонты.
Во время пребывания в составе Великого княжества Литовского Радзивиллимонты входили в Новогрудское воеводство. В результате второго раздела Речи Посполитой (1793) деревня оказались в составе Российской империи, в Слуцком уезде Минской губернии.
В 1780—1783 годах в Радзивиллимонтах была возведена усадьба. Усадебный дворец Радзивиллов был построен по проекту итальянского архитектора Карло Спампани в стиле классицизм. В оформлении интерьеров принимал участие Антоний Смуглевич, брат известного живописца Франциска Смуглевича.
В XIX веке после брака наследницы Радзивиллов Стефании Радзивилл с Львом Витгенштейном последнему достались громадные земельные владения, ранее принадлежавшие Радзивиллам, включая и Радзивиллимонты. В 1906 году во дворце случился пожар, но в последующие годы здание было полностью восстановлено.
По Рижскому мирному договору (1921 года) Радзивиллимонты попали в состав межвоенной Польской Республики. В 1939 году деревня вошла в состав БССР и была переименована в Красную Звезду. Во дворце Радзивиллов до 1963 года размещалась семилетняя школа, с 1960 г. по 1976 г. — клуб, детский сад и библиотека. В 80-е годы XX века дворец оказался заброшенным и начал постепенно разрушаться. В 1985 и в 1991 году заброшенное здание горело.

## Достопримечательность

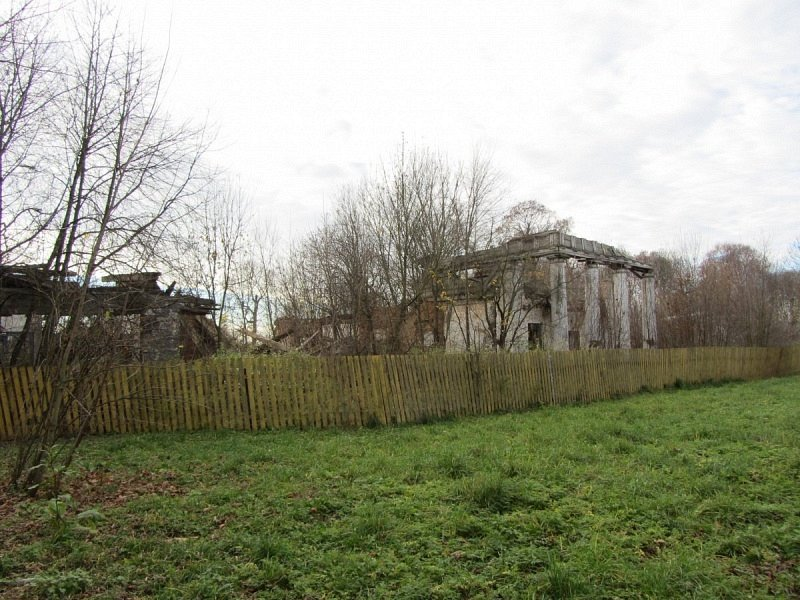
Руины усадьбы Радзивиллов

- Руины усадьбы РадзивилловРуины усадьбы Радзивиллов (1780—1783 год)  Историко-культурная ценность Республики Беларусь, шифр 612Г000212. Усадебный дом заброшен и продолжает постепенно разрушаться. Помимо руин дворца, от усадебного комплекса сохранились несколько служебных построек, амбар, конюшня и фрагменты парка.